# Shaun Micheel
Shaun Carl Micheel (født 5. januar 1969 i Orlando, Florida, USA) er en amerikansk golfspiller, der pr. juli 2008 står noteret for en enkelt sejr på PGA Touren. Hans bedste resultat i en Major-turnering er hans overraskende sejr ved US PGA Championship i 2003.

## Eksterne links
- Spillerinfo Arkiveret 17. juli 2008 hos  Wayback Machine